# مسجد جامع مرند
مسجد جامع مرند مسجدی در مرکز شهر مرند است که مطابق کتیبهٔ محراب مسجد، در سال ۷۳۱ هجری قمری در زمان سلطنت ابوسعید بهادرخان ساخته شده‌است. محراب در قسمت جنوبی مسجد واقع شده و مزین به آیات قرآنی به خط کوفی و گچ‌بری است.
امروزه کف مسجد به اندازهٔ سه پله از سطح کوچهٔ مجاور پایین‌تر است و دالانی به طول ۱۲ متر با سه طاق گنبدی، ورودی را به شبستان‌ها مربوط می‌سازد. در سمت چپ این دالان، شبستان جنوبی با گنبدی کم‌خیز واقع شده‌است.

## توضیحات

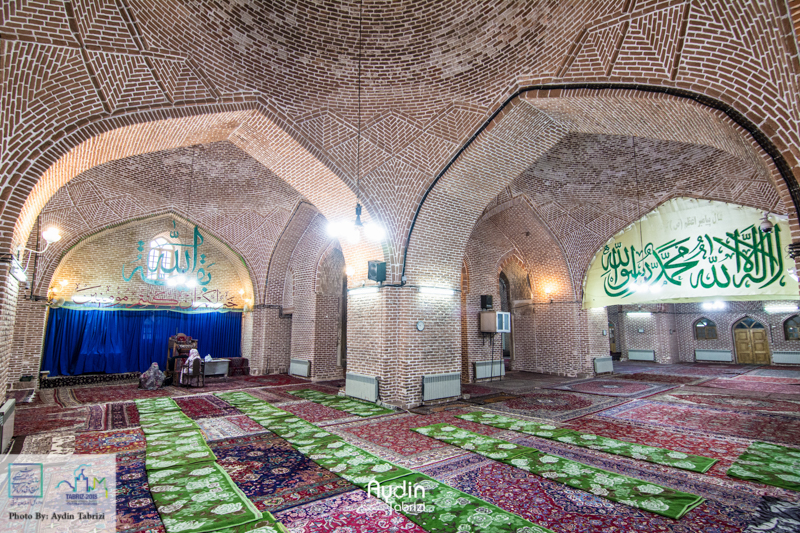

مسجد جامع مرند در مرکز این شهر واقع شده و ظاهراً در آغاز یکی از آتشکده‌های دورهٔ ساسانی بود که بعدها با سکونت ارمنی‌ها در این منطقه به کلیسا تبدیل شد. پس از پیروزی اعراب بر بابک خرمدین در قرن سوم هجری و همزمان با اسلام آوردن مردم آذربایجان به مسجد تبدیل شده‌است. طبق کتیبهٔ محراب این مسجد در اوایل سدهٔ هشتم یعنی در سال ۷۳۱ هـ ق در زمان سلطنت ابوسعید بهادرخان و به دستور او ساخته شد. این مسجد نه صحن دارد و نه سردر، چون در اصل کلیسا بود و در زمان مغول‌ها به مسجد تبدیل شده‌است. در سال ۷۰۴، این مسجد در حالی که بیش از ۹ سال از عمر آن نمی‌گذشته توسط تاج خواجه مورد مرمت قرار گرفته‌است. محوطهٔ اصلی مسجد با سقفی مشتمل بر شش گنبد فضاهای اصلی مسجد را تشکیل می‌دهد. محراب به عرض ۲.۷۵ و ارتفاع ۶ متر در قسمت جنوب مسجد واقع شده و مزین به آیات قرآنی به خط کوفی و گچ‌بری است. از جمله آثار مشهود در محیط داخلی گنبد اصلی مسجد که مبین قدمت بیش از ۱۵۰۰ سالهٔ بنا است وجود صلیب شکسته‌های متعدد است که با فواصل مشخص و منظم به صورت برجسته‌نگاری خودنمایی می‌کنند بنابراین جا دارد موضوع قدمت بنا و ابنیه‌های احتمالی موجود در داخل ساختمان و محوطهٔ تاریخی آن مورد مطالعه و کنکاش علمی قرار گیرد.